# Arab Muhàmmad Khan I
Arab Muhàmmad Khan I ibn Hajj fou kan de Coràsmia, després de Khivà del 1602 al 1623. El seu títol fou xa de Coràsmia. Pertanyia a la família genguiskànida dels arabxàhides i tenia el suport de les tribus dels turcmans (ersari, teke i yomut), dominant en general sobre les tribus de turcmans al sud i oest de l'Amudarià. Les seves principals ciutats eren Urgendj (la seva primera capital), Khivà (on va traslladar la residència), Hazarasp, Kath i Vesir (Vezir o Wazir), totes properes al riu o a canals. Generalment va estar en conflicte amb la dinastia astrakhànida (també genguiskhànida) que governava a Bukharà. Durant el seu regnat va enfrontar també als cosacs que feien incursions des de la zona del riu Yaik, i amb els calmucs que havien iniciat la seva emigració des de Mongòlia occidental cap a la zona del Volga.
Abas Muhàmmad havia rebut el feu de Khivà que va compartir amb el seu pare; va heretar vers 1602 els feus d'Urgendj (on es va traslladar) i Vesir, i va concedir el feu de Kath al seu fill gran Isfendiar Sultan (o Isfandiyar Sultan) que abans governava a Hazarasp. Sis mesos després de la pujada al tron deu mercaders corasmis que havien anat a Rússia foren atacats pel camí per un centenar de cosacs de l'Ural (Yaik) i 8 dels comerciants van resultar morts; uns dels supervivents va revelar que la guarnició d'Urgendj estava acampada al riu en els seus quarters d'estiu, a certa distància de la ciutat, a un costat de la qual hi havia el desert pel qual es podia acostar sense ser vist un exèrcit de fins a 100.000 homes. Un miler de cosacs van aprofitar la informació i es van acostar a Urgendj sense ser vistos entrant per la porta de Mirza, i van matar més de mil habitants, cremant molta propietat i fent bon nombre de presoners i un important botí i amb el qual es van retirar. Arab Muhammad els va tallar la retirada i els va privar de l'aigua; primer van veure sang però al cinquè dia ja no podien apagar la set i llavors el kan els va atacar per tots costats i els va aniquilar. Només un centenar va poder arribar a l'Oxus on van poder construir un petit fortí a la vora de Tuk, i hi van viure un temps de la pesca; però Arab Muhàmmad els va atacar uns mesos després i va capturar el fort.
Sis mesos després els calmucs que havien iniciat l'emigració cap a l'oest (a la zona del Volga o Jaik i la mar d'Aral) van fer un atac al kanat; van passar entre Khoja Kul (Llac de Khoja) i la muntanya de Shaykh Jelil, i van saquejar els camps uzbeks fins a Tuk, retornant llavors per Burichi amb el botí. Arab Muhammad els va empaitar i va poder recuperar el botí però no va poder agafar a cap calmuc. Poc després els naimans van formar un complot per enderrocar a Arab Muhàmmad i posar al tron a Khosru Sultan, descendent d'Ilbars Khan I, que vagava per Transoxiana, però la conspiració fou frustrada i el cap dels naimans i Khosru Sultan foren executats (1603 o 1606).
Dos anys després els uigurs van donar suport a un pretendent de nom Salih Sultan, descendent de Hasan Kuli Khan (fill d'Abulik i net de Yadigar Khan), però va tenir poc suport i Arab Muhammad el va arrestar i el va fer executar (1605 o 1608).
Deu anys després d'això els calmucs van fer una nova ràtzia per la via de Bakirghan, i es van retirar amb força botí (1615 o 1618). Setze anys després de pujar al tron (o sigui vers el 1618, potser ja a finals finals del 1617) dos dels seus fills, Habash Sultan i Ilbars Sultan, de 16 i 14 anys, que residien a Khivà, que com a fills de la inferior de les cinc dones del kan podien esperar menys part al repartiment, es van revoltar i es van dirigir a Urgendj, parant a Pisghah a més d'un dia de marxa de la ciutat. Foren cridats pel kan a la seva presència, i els va prometre nomenar-los governadors del feu de Vezir, però de moment van refusar anar-hi fins que van haver reunit una important força: van convocar als uzbeks i se'ls van unir els més aventurers de la joventut. El pare no tenia prou força per oposar-se als dos fills i a més era indulgent; van fer una ràtzia al Khurasan i van enviar al pare alguns regals i després es van dirigir a Urgendj. El kan va enviar a un dels seus principals oficials, un uigur de nom Kurban Ali, al campament dels dos fills, i en tornar aquest va informar que tots els uzbeks des de Darughan Ata a Bakiighan Ata se'ls havien unit i que havia estat rebut de manera desafiant; va aconsellar a Arab Muhàmmad de retirar-se d'Urgendj i marxar a Khivà; el kan era dèbil cosa que fins i tot l'historiador Abu l-Ghazi, que era el seu fill, no ho pot amagar, i va acceptar el consell abandonant Urgendj. En endavant Khivà fou la capital del kanat de Coràsmia que va acabar agafant el nom de kanat de khivà. Els dos joves prínceps rebels estaven acampats a Kiran Kir. Un temps abans el kan havia fet tancar un canal que passava per Turk i Kuighun i desaiguava a la mar d'Aral i reobrir-lo per aprofitar-lo pel reg del districte de Mizdehkan a Kuighun darrere de Bakirghan, zona que havia esdevingut extraordinàriament pròspera; els dos prínceps es van apoderar de la zona, van obrir els magatzems reials i van repartir el gra en la població el que els va fer guanyar suport popular. Arab Muhammad els va cedir, com havia promès, Vesir i els territoris turcmans dependents d'aquesta ciutat i finalment es van arranjar.
Els dos joves van governar cinc anys a Vesir en pau; però a l'inici del sisè any, mentre el kan era a Urgendj, Ilbars va atacar Khivà per sorpresa i la va ocupar (1622); quan el pare retornava a aquesta ciutat, Ilbars va enviar un destacament de 500 homes que el van fer presoner; llavors es va apoderar dels seus tresors i va deposar els begs, retornant després a Vesir. Arab Muhammad va tenir el suport dels turcmans i dels seus dos fills grans, Abu l-Ghazi Bahadur Khan i Isfendiar (Isfandiyar); els dos fills van reunir les seves forces per ajudar el seu pare; Ilbars es va retirar a Kir i Ust Urt alliberant al seu pare i els seus dominis foren saquejats pels dos germans; Abu l-Ghazi es va pronunciar per aprofitar aquest moment per aplanar als rebels però el pare dubtava i buscava el consell i el suport de l'atalik Husayn Hajji que era en secret un partidari dels rebels. Abu l-Ghazi no va poder convèncer el seu germà gran; mentre Ilbars i Habash, informats pels infiltrats dels plans d'Isfendiyar, es preparaven per contrarestar-lo. Arab Muhammad va tornar a Khivà i Isfendiyar a Hazarasp, i Abu l-Ghazi va quedar amb el comandament de Kath. Cinc mesos després el kan va optar finalment per castigar els seus dos fills rebels i va convocar als seus dos fills fidels; Abu l-Ghazi va tornar a recomanar un atac per sorpresa però el kan ho va rebutjar i va marxar contra ells de dia i obertament; els rebels estaven preparats i esperaven al pare amb una força considerable al canal de Tashli Yarmish, construït per Ali Sultan. Arab Muhàmmad fou derrotat i fet presoner i fou enviat a Habash Sultan que el va fer cegar i el va enviar a Khivà i després a Kum amb les seves tres dones i dos fills infants; Habash va marxar en persecució d'Isfendiyar Sultan, mentre Abu l-Ghazi va fugir a Kath i d'allí al Kanat de Bukharà.
Isfendiyar amb dos dels seus germans (Sherif Sultan i Khwrezm Shah Sultan, es van fer forts a la fortalesa d'Hazarasp, però després d'un setge de 40 dies, es van iniciar converses, i Isfendiyar va haver d'acceptar marxar a la Meca; Sherif Sultan va rebre Kath i Khwarezm Shah i un altre germà més jove de nom Afghan Sultan, que eren els més joves (encara adolescents) van ser enviats amb la seva mare a Khivà (vers 1622).
Isfendiyar havia lluitat amb els perses a Kandahar el 1621, i al marxar a l'exili, el xa Abbas I el Gran li va donar un cos de 500 homes per ajudar el seu pare a combatre la rebel·lió (o potser per col·locar al mateix Isfandiyar al tron com després va passar). Ilbars llavors va davant d'aquest perill va matar el seu pare (1623) així com a dos fills d'Isfendiyar i al seu germà Khwrezm Shah Sultan; l'altra germà Afghan Sultan fou enviat a Habash per ser executat, però Habash el va enviar a Rússia. Ilbars quan tenia uns 20 anys, va agafar per a si mateix el títol de kan (Ilbars Khan II) amb el suport del seu germà Habash.